# Stievie
Stievie is een dochteronderneming van Medialaan die op 6 december 2013 de gelijknamige Belgisch streamingdienst heeft gelanceerd.
De gratis versie, Stievie free, liet toe om te kijken naar de Vlaamse zenders van Medialaan. Er bestond ook een betalende versie, Stievie premium. Hiermee kon live worden gekeken naar de Vlaamse zenders van Medialaan (VTM, Q2, Vitaya, CAZ, CAZ2, VTM Kids, VTM Kids Junior), SBS (VIER, VIJF, ZES) en VRT (Eén, Canvas/Ketnet Junior, Ketnet). Programma's konden ook worden teruggespoeld, doorgespoeld en tot 7 dagen na de uitzending worden opgevraagd. Met een Apple TV of Chromecast konden de beelden van Stievie gestreamd worden naar een televisie.
Stievie werd stopgezet op 1 september 2020. Een vergelijkbaar aanbod is beschikbaar via APP TV van TV Vlaanderen. DPG Media ging zich focussen op VTM GO, het gratis online streamingplatform met gepersonaliseerde reclame, en de betalende steamingdienst Streamz.